# Frejžer
Frejžer (engl. Frasier) američka je polučasovna komična serija. Serija je spin-of serije Kafić "Uzdravlje". Osvojila je rekordnih 37 Emija, a premijerno je emitovana na NBC-ju od 1993. do 2004. Serija se bavi životom doktora Frejžera Krejna.

## Gledanost
U tabeli su predstavljeni podaci o gledanosti u SAD (izvor Nilsen).
| Sezona    | Gledanost |
| 1993—1994 | #7        |
| 1994—1995 | #15       |
| 1995—1996 | #11       |
| 1996—1997 | #16       |
| 1997—1998 | #10       |
| 1998—1999 | #3        |
| 1999—2000 | #6        |
| 2000—2001 | #17       |
| 2001—2002 | #14       |
| 2002—2003 | #26       |
| 2003—2004 | #35       |

## Spoljašnje veze
- Fraiser files - Transkripti svih epizoda
- Goodnight Seattle - Sajt obožavaoca serije
- Sajt engleskih poklonika serije